# 真常道觀
真常道觀位於四川省綿陽市鹽亭縣，文物遺址年代判定為清。2012年7月16日公佈為第八批四川省文物保護單位。
真常道觀位於鹽亭縣黃甸鎮義和村9社寶珠山上，坐西向東，始建於元代，現存建築建於清代。占地面積1800平方公尺，建築面積971平方公尺。為雙重四合院佈局。沿軸線由前山門、戲樓、正殿和廂房組成。後殿、側殿組成第二個天井。前殿面闊三間20公尺，進深三間11公尺，歇山頂抬梁式梁架。正殿台基用條石砌成，高3.3公尺，垂帶式踏道11級，正殿面闊五間寬23.7公尺，進深10公尺，高8公尺，抬梁式梁架。左右廂房各面闊四間12公尺，進深5公尺。2004年，真常道觀被鹽亭縣人民政府公佈為縣級文物保護單位；2009年，綿陽市人民政府公佈為市級文物保護單位。